# Scoliopteryx pallidior
Scoliopteryx pallidior är en fjärilsart som beskrevs av Arnold Spuler 1907. Scoliopteryx pallidior ingår i släktet Scoliopteryx och familjen nattflyn. Inga underarter finns listade.